# برج کبوترهای کوچک
برج کبوترهای کوچک مربوط به دوره قاجار است و در شهرستان فلاورجان، بخش پیربکران، دهستان سهروفیروزان، روستای ونهر، صحرای ونهر واقع شده و این اثر در تاریخ ۶ اسفند ۱۳۸۵ با شمارهٔ ثبت ۱۷۴۷۰ به‌عنوان یکی از آثار ملی ایران به ثبت رسیده است.